# Dekanat Krynica-Zdrój
Dekanat Krynica-Zdrój – dekanat wchodzący w skład diecezji tarnowskiej.
W skład dekanatu wchodzą parafie:
- Berest – Parafia Matki Bożej Nieustającej Pomocy
- Czyrna – Parafia Niepokalanego Serca Najświętszej Maryi Panny
- Kamianna – Parafia Nawiedzenia Najświętszej Maryi Panny
- Krynica-Zdrój – Parafia św. Antoniego Padewskiego
- Krynica-Zdrój – Parafia Najświętszego Serca Pana Jezusa
- Krynica-Zdrój – Parafia Matki Bożej Nieustającej Pomocy
- Krynica-Zdrój – Parafia Wniebowzięcia NMP
- Leluchów – Parafia Macierzyństwa Najświętszej Maryi Panny
- Milik – Parafia świętych Męczenników Kosmy i Damiana
- Mochnaczka Niżna – Parafia Najświętszej Maryi Panny Częstochowskiej
- Muszyna – Parafia św. Józefa Oblubieńca NMP
- Muszyna – Parafia Błogosławionej Teresy Ledóchowskiej
- Nowa Wieś – Parafia Matki Bożej Anielskiej
- Powroźnik – Parafia św. Jakuba Mł. Apostoła
- Tylicz – Parafia świętych Apostołów Piotra i Pawła
- Złockie – Parafia Narodzenia Najświętszej Maryi Panny